# Lumbricillus crassus
Lumbricillus crassus är en ringmaskart som beskrevs av Jean Louis René Antoine Édouard Claparède 1861. Lumbricillus crassus ingår i släktet Lumbricillus och familjen småringmaskar. Inga underarter finns listade i Catalogue of Life.